# Myzostoma inflator
Myzostoma inflator is een ringworm uit de familie Myzostomatidae.
Myzostoma inflator werd in 1883 voor het eerst wetenschappelijk beschreven door Graff.